# Платіна
Платіна (англ. Platina) — невелика немуніципальна територія з населенням близько 200 чоловік в окрузі Шаста, Каліфорнія, США. Знаходиться в 40 милях на захід від Реддінгу.
Поштовий індекс — 96076.

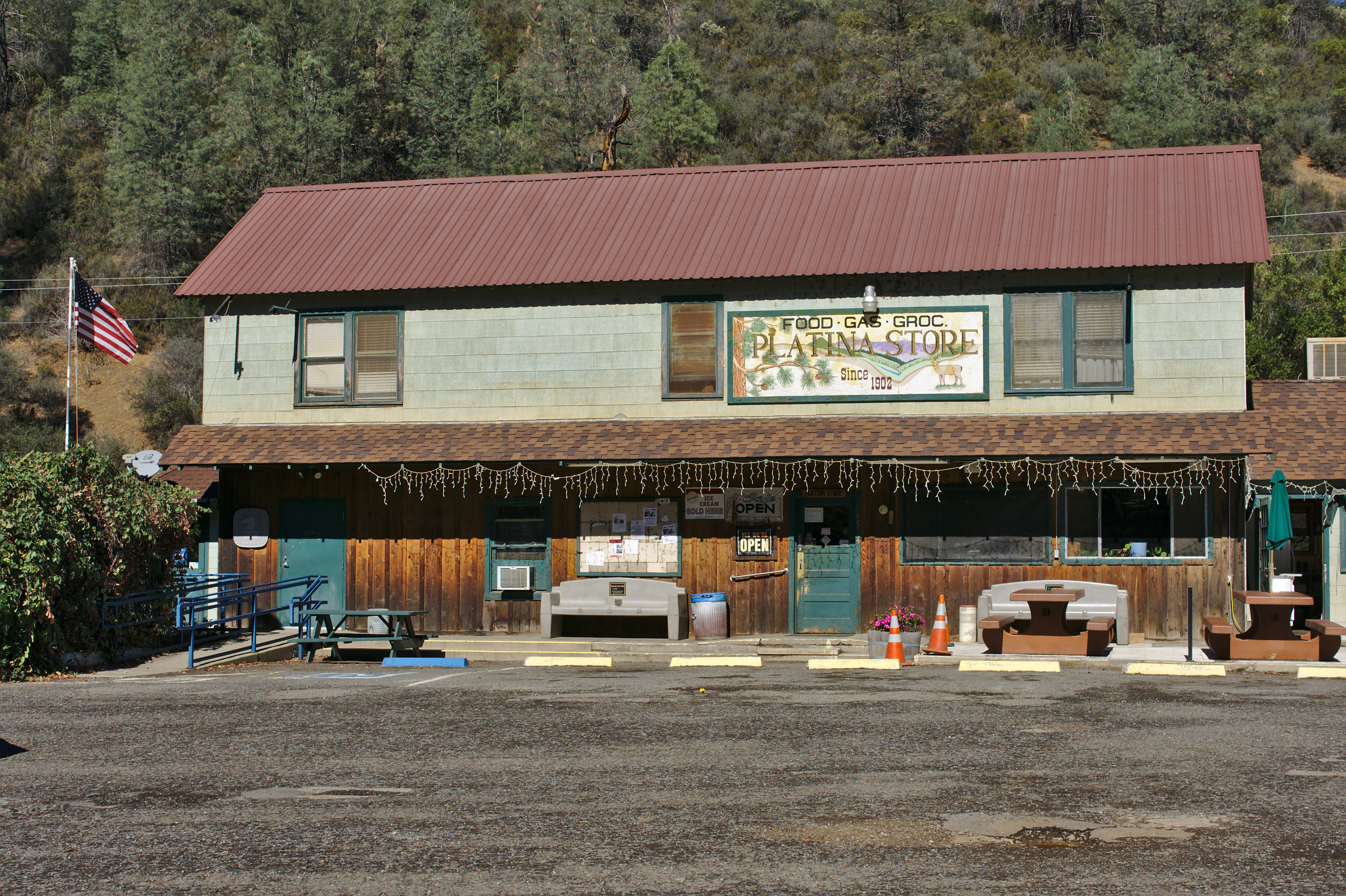
Платіна магазин

Телефонні номери за схемою 530-352-хххх.

## Історія
Спільнота була заснована в 1902 році як станція Нобля, названа на честь Дона Нобля, місцевого жителя. Станція служила для тимчасової зупинки диліжансів. У невеликому селищі знаходилися пансіонат, універсальний магазин і поштове відділення.
У 1920-ті рр. Нобль та інші місцеві виявили поблизу селища платину, в результаті чого станція Нобля швидко стала відомою як «Платіна». Знайдена платина була сплавом платини з осмієм та іншими пов'язаними металами.
Нинішня пошта Платіни була створена в 1921 році. Сьогодні вона та універсальний магазин стоять практично на тому ж місці, що й стара станція. Власник магазину недавно[коли?] намагався продати його і кілька інших будівель в місті на eBay, але безуспішно.

## Монастир

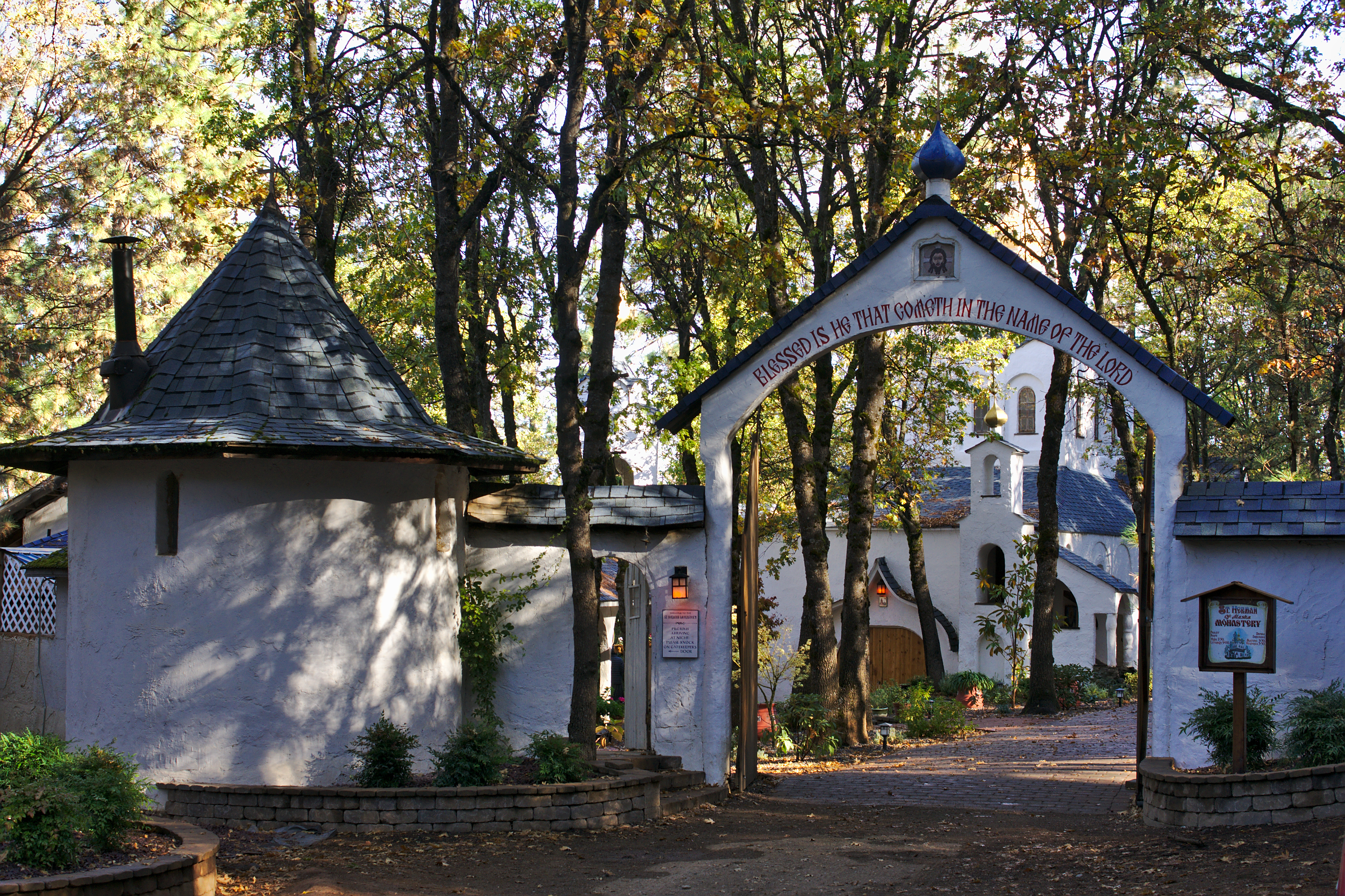
Монастир

У Платіні діє монастир преподобного Германа Аляскинського, який належить до чернечої громади Сербської Православної Церкви. Цей монастир був заснований в 1968 році о. Германом (Подмошенським) і  о. Серафимом Роуз з благословення святого Іоанна Максимовича, архієпископа Шанхайського і Сан-Франциського.
Роуз був випускником коледжу Помона і Каліфорнійського університету в Берклі, який перейшов у російське православ'я і став плідним автором й перекладачем древніх православних текстів, багато з яких були надруковані в монастирі. О. Серафим помер 2 вересня 1982 р. і був похований на монастирському кладовищі. О. Серафим вшановується як святий у багатьох православних християн по всьому світу, хоча він не був офіційно канонізований (станом на 2013 р.) православним Синодом.

## Клімат
Відповідно до класифікації кліматів Кеппена Платіна має середземноморський клімат з теплим літом, скорочено «Csa» на кліматичних картах.